# (525257) 2004 VS75
(525257) 2004 VS75, também escrito como (525257) 2004 VS75, é um objeto transnetuniano que está localizado no Cinturão de Kuiper, uma região do Sistema Solar. Este corpo celeste está em uma ressonância orbital de 5:9 com o planeta Netuno. Ele possui uma magnitude absoluta de 7,0 e tem um diâmetro estimado com 175 quilômetros.

## Descoberta
(525257) 2004 VS75 foi descoberto no dia 9 de novembro de 2004 pelo astrônomo Marc W. Buie.

## Órbita
A órbita de (525257) 2004 VS75 tem uma excentricidade de 0,101 e possui um semieixo maior de 44,349 UA. O seu periélio leva o mesmo a uma distância de 39,878 UA em relação ao Sol e seu afélio a 48,819 UA.